# 准噶尔黄耆
准噶尔黄耆（学名：Astragalus gebleri）为豆科黄芪属的植物。分布在蒙古、哈萨克斯坦以及中国大陆的新疆等地，常生长在流动沙地上，目前尚未由人工引种栽培。